# Gouania myriocarpa
Gouania myriocarpa är en brakvedsväxtart som beskrevs av Louis René Tulasne. Gouania myriocarpa ingår i släktet Gouania och familjen brakvedsväxter. Inga underarter finns listade i Catalogue of Life.